# Andrew Ryan McGill
Andrew Ryan McGill, född 19 februari 1840 i Saegertown, Pennsylvania, död 31 oktober 1905 i Saint Paul, Minnesota, var en amerikansk republikansk politiker. Han var den 10:e guvernören i delstaten Minnesota 1887-1889.

## Biografi
McGills farfar hade invandrat till Pennsylvania från grevskapet Antrim i Ulster. 19 år gammal flyttade McGill från Pennsylvania till Kentucky för att arbeta som lärare. Han flyttade vidare till Minnesota när amerikanska inbördeskriget bröt ut. Efter kriget arbetade han en kort tid som redaktör på St. Peter Tribune. Han studerade sedan juridik under den blivande guvernören Horace Austin och inledde 1869 sin karriär som advokat.
McGill efterträdde 1887 Lucius Frederick Hubbard som Minnesotas guvernör och efterträddes 1889 av William Rush Merriam.
McGill var aktiv i delstatspolitiken också efter sin tid som guvernör; han var ledamot av Minnesotas senat från 1899 fram till sin död år 1905. McGill gravsattes på Oakland Cemetery i Saint Paul.